# Tito Peduceo
Tito Peduceo (en latín, Titus Peducaeus) fue cónsul suffectus de la República romana en 35 a. C., junto con Publio Cornelio Dolabela.

## Carrera
Este Peduceo puede haber sido uno de los legados de Lucio Antonio en Hispania, que junto con cierto Lucio, nombró Octaviano para que vigilaran a Antonio, a quien envió como gobernador de esa provincia, después de su derrota en la guerra Perusina en el 40 a. C..
Posteriormente se convirtió en cónsul suffectus en el 35 a. C..